# 군서면 (옥천군)
군서면(郡西面)은 대한민국 충청북도 옥천군에 있는 면이다.

## 행정 구역
- 금산리(金山里)
- 동평리(東坪里)
- 사양리(舍楊里)
- 사정리(沙亭里)
- 상중리(上中里)
- 상지리(上地里)
- 오동리(梧桐里)
- 월전리(月田里)
- 은행리(銀杏里)
- 하동리(下東里)